# 고영빈
고영빈(1973년 8월 18일 ~ )은 대한민국의 뮤지컬 배우이다.

## 경력
- 서울시 뮤지컬단 소속 (1999~2003)
- 프리로 활동 (2003)
- 일본 극단 사계 단원 (2003.10~2005.08)
- 일본 삿포로에서 공연 한국 뮤지컬 「겨울연가」 출연 (2006)
- 남 뮤지컬 아카데미 강사 (2006.03~2006.07)
- 대학 강사 (2006.06)
- 한국 무대에서 활동 (2006.07~2010.06)
- 미국 뉴욕 유학 (2010.09~2011.08)

### 수상
- 제12회 한국 뮤지컬 대상 (2006)- 주연 남우상 노미네이트 《바람의 나라》 무휼
- 제13회 한국 뮤지컬 대상 (2007) - 조연 남우상 노미네이트 《클로저 댄 에버》 영만
- 제9회 더 뮤지컬 어워즈 (2015) - 조연 남우상 《프리실라》 버나뎃

## 출연 작품

### 뮤지컬

#### 한국
- 《아가씨와 건달들》 (1994) - 단원
- 《포기와 베스》 (2000.06) - 단원
- 《한여름밤의 꿈 - 신라의 달밤》 (2000.08) - 문창(Lysander)
- 《카르멘시타》 (2001.07) - 단원
- 《한여름밤의 꿈 - 신라의 달밤》 (2001.08~2001.09) - 문창 (Lysander)
- 《토미》 (2001.12) - 토미
- 《웨스트 사이드 스토리》 (2002.08~2002.09) - 베르나르도
- 《아가씨와 건달들》 (2003.01) - 해리
- 《그리스》 (2003.05) - 대니
- 《그리스》 (2003.06) - 대니
- 《그리스》 (2003.08) - 대니
- 《페퍼민트》 (2003.09) - 빈
- 《그리스》 (2003.12) - 대니
- 《바람의 나라》 (2006.07) - 무휼
- 《그리스》 (2006.08~2006.09) - 대니
- 《클로저 댄 에버》 (2006.10~2007.02) - 영만
- 《바람의 나라》 (2007.05) - 무휼
- 《조지 엠 코핸 투나잇!》 (2007.09~2007.11) - 코핸
- 《벽을 뚫는 남자》 (2007.11~2008.02) - 듀티율
- 《햄릿》 (2008.02~2008.04) - 햄릿
- 《컴퍼니》 (2008.05.27~2008.08.17) - 로버트(바비)
- 《대장금》 (2008.09~2008.10) - 민정호
- 《바람의 나라》 (2009.06) - 무휼
- 《금발이 너무해》 (2009.11~2010.03) - 워너
- 《스토리 오브 마이 라이프》 (2011.10~2012.01) - 토마스 위버
- 《라카지》 (2012.07~2012.09) - 조지
- 《마마, 돈 크라이》 (2013.03~2013.06) - 드라큘라 백작
- 《인당수 사랑가》 (2013.09~2013.11) - 변학도
- 《미드나잇 블루》 (2013.11~2013.12) - 서변호사
- 《바람의 나라》 (2014.05) - 무휼
- 《프리실라》 (2014.07~2014.09) - 버나뎃
- 《라카지》 (2014.12~2015.03) - 조지
- 《마마, 돈 크라이》 (2015.03~2015.05) - 드라큘라 백작
- 《스토리 오브 마이 라이프》 (2015.12~2016.02) - 토마스 위버
- 《마마, 돈 크라이》 (2016.05~2016.08) - 드라큘라 백작
- 《천변카바레》 (2016.11) - 춘식
- 《스토리 오브 마이 라이프》 (2016.12~2017.02) - 토마스 위버
- 《아이러브유》 (2017.12~2018.03) - 남자2
- 《1446》 (2018.10~2018.12) - 태종
- 《시데레우스》 (2019.04~2019.06) - 갈릴레오 갈릴레이
- 《세종, 1446》 (2019.10~2019.12) - 태종
- 《스토리 오브 마이 라이프》 (2019.12~2020.02) - 토마스 위버
- 《마마, 돈 크라이》 (2021.05~2021.07) - 드라큘라 백작
- 《곤 투모로우》 (2021.12~2022.02) - 고종
- 《곤 투모로우》 (2023.08~2023.10) - 고종

#### 일본
- 《캣츠》 (2004.04) - Macavite
- 《지저스·크라이스트 슈퍼스타》(예루살렘version) (2004.05~2004.08) - 시몬・앙상블
- 《지저스·크라이스트 슈퍼스타》(일본version) (2004.08) - 시몬・앙상블
- 《코러스라인》 (2004.11~2005.02) - Don
- 《캣츠》 (2005.04~2005.08) - Macavity
- 한국 뮤지컬 《겨울연가》 (2006.01~2006.02) - 준상・민형
- 한국 뮤지컬 《광화문연가》 (2012.11~2013.01) - 현재의 상훈

### 연극
- 《클로져》 (2008.12~2009.02) - 대현
- 《레인맨》 (2010.05~2010.06) - 찰리 바비트
- 《엘리펀트 송》 (2016.04~2016.06) - 그린버그
- 《엘리펀트 송》 (2017.09~2017.11) - 그린버그
- 《컨설턴트》 (2018.04~2018.07) - M
- 《엘리펀트 송》 (2019.11~2020.02) - 그린버그
- 《데스트랩》 (2021.03~2021.06) - 시드니 브륄
- 《카포네 트릴로지》 (2021.09~2021.11) - 올드맨
- 《엘리펀트 송》 (2023.11~2024.02) - 그린버그

### 드라마
- 《KBS 드라마 스페셜 - 변신》 (2007, KBS2) - 루이 역
- 《드라마시티 - 하늘 연인》 (2007, KBS2) - 기문 역
- 《장옥정, 사랑에 살다》 (2013, SBS) - 장희재 역
- 《KBS 드라마 스페셜 - 돌날》 (2014, KBS2) - 지호 역
- 《장영실》 (2016, KBS1) - 세조 역
- 《슬기로운 감빵생활》 (2017, tvN) - 의사 정대현 역

### TV
- 《바람의 나라》 공연 방송 SBS (2006.08.29)
- 《바람의 나라》 공연 방송 SBS (2007.06.28)
- 온스테이지 《바람의 나라》 인터뷰 등 tbs (2009.07.17)
- 온스테이지 《바람의 나라》 공연 방송 tbs (2009.07.18)
- 《바람의 나라》 공연 방송 SBS (2009.09.11)
- 《바람의 나라》 공연 방송 예당아트 (2009.09.19)
- 《불후의 명곡》 공연 방송 (2015.10.3)
- 《EBS 스페이스 공감》 공연 방송 (2017.06.01)
- 《열린음악회》 공연 방송 (2018.10.07)

### Radio

#### 일본
- 《FM NORTH WAVE Best of Korea》 게스트 출연 (2006.01.21)

#### 한국
- 《KBS 라디오 김영하의 문화 읽기》 게스트 출연 (2006.07.06)
- 《EBS FM 한영애의 문화 한페이지》[깨진 링크(과거 내용 찾기)] 게스트 출연 (2009.01.21)

### 기타

#### 일본
- 《한국 뮤지컬 겨울연가 GALA SHOW・GALA PARTY》 (2005.12.22~2005.12.25)
- 《김지현 콘서트》 게스트 출연 (2008.11.07~2008.11.08)
- 《김지현 콘서트》 게스트 출연 (2010.12.09~2010.12.10)

#### 한국
- 《제75회 뮤지컬 이야기쇼》 (2006.09.25)
- 《제1회 더 뮤지컬 어워드》 (2007.05.14)
- 《TBS 문화터치서울》 진행 (2007.5.21~2007.8.6 매주 월요일 11시・15시 30분・21시 30분 O.A)
- 《뮤지컬 펌프보이즈》 게스트 출연 (2007.09.01.낮)
- 《텔미 온어 선데이》 콘란 (소리만) (2007.10~2007.11)
- 《제2회 뮤지컬 페스티벌》 뮤지컬 벽을 뚫는 남자 듀티율 (2007.10.08)
- 《CJ 뮤지컬 쇼케이스》 (2007.10.17)